# Pływanie na Mistrzostwach Świata w Pływaniu 2015 – 4 × 200 m stylem dowolnym mężczyzn
4 × 200 m stylem dowolnym mężczyzn – jedna z konkurencji rozgrywanych podczas Mistrzostw Świata w Pływaniu 2015. Zarówno eliminacje jak i finał odbyły się 7 sierpnia.
W tej konkurencji wzięło udział 96 pływaków z 22 krajów.
Mistrzami świata zostali Brytyjczycy. Drugie miejsce zajęli Amerykanie. Brąz zdobyli reprezentanci Australii.

## Rekordy
Przed zawodami rekordy świata i mistrzostw wyglądały następująco:
| Rekord                   | Reprezentacja | Czas    | Miejsce | Data          |
| ------------------------ | --- | ------- | ------- | ------------- |
| Rekord świata            | Stany Zjednoczone · Michael Phelps (1:44,49) · Ricky Berens (1:44,13) · David Walters (1:45,47) · Ryan Lochte (1:44,46) | 6:58,55 | Rzym    | 31 lipca 2009 |
| Rekord mistrzostw świata | Stany Zjednoczone · Michael Phelps (1:44,49) · Ricky Berens (1:44,13) · David Walters (1:45,47) · Ryan Lochte (1:44,46) | 6:58,55 | Rzym    | 31 lipca 2009 |

## Wyniki

### Eliminacje
Eliminacje odbyły się o 10:50.
| Miejsce | Wyścig | Tor | Państwo           | Zawodnik | Czas      | Uwagi |
| ------- | ------ | --- | ----------------- | --- | --------- | ----- |
| 1.      | 2      | 3   | Australia         | Grant Hackett (1:47,83) Kurt Herzog (1:47,96) Daniel Smith (1:46,02) Thomas Fraser-Holmes (1:46,59)          | 7:08,40   | Q     |
| 2.      | 2      | 7   | Stany Zjednoczone | Reed Malone (1:48,21) Michael Weiss (1:46,14) Michael Klueh (1:47,67) Conor Dwyer (1:46,53)                  | 7:08,55   | Q     |
| 3.      | 2      | 1   | Wielka Brytania   | Robert Renwick (1:47,43) Nicholas Grainger (1:47,19) Daniel Wallace (1:46,03) Duncan Scott (1:48,35)         | 7:09,00   | Q     |
| 4.      | 1      | 4   | Niemcy            | Jacob Heidtmann (1:47,86) Florian Vogel (1:48,31) Clemens Rapp (1:47,14) Paul Biedermann (1:46,03)           | 7:09,34   | Q     |
| 5.      | 1      | 5   | Polska            | Jan Świtkowski (1:47,17) Kacper Klich (1:48,86) Michael Domagała (1:47,81) Kacper Majchrzak (1:46,36)        | 7:10,20   | Q,    |
| 6.      | 3      | 9   | Holandia          | Dion Dreesens (1:47,73) Kyle Stolk (1:48,52) Joost Reijns (1:48,20) Sebastiaan Verschuren (1:46,38)          | 7:10,83   | Q,    |
| 7.      | 3      | 0   | Rosja             | Nikita Łobincew (1:48,29) Aleksandr Krasnych (1:46,99) Michaił Dowgaljuk (1:47,59) Artiom Łobuzow (1:47,97)  | 7:10,84   | Q     |
| 8.      | 2      | 9   | Belgia            | Louis Croenen (1:48,74) Glenn Surgeloose (1:47,48) Dieter Dekoninck (1:47,45) Pieter Timmers (1:47,25)       | 7:10,92   | Q     |
| 9.      | 2      | 2   | Hiszpania         | Miguel Duran (1:49,45) Victor Martin (1:46,92) Albert Puig (1:48,04) Marc Sánchez (1:46,98)                  | 7:11,39   | NR    |
| 10.     | 3      | 8   | Japonia           | Yuki Kobori (1:47,51) Tsubasa Amai (1:48,56) Naito Ehara (1:47,64) Daiya Seto (1:47,88)                      | 7:11,59   |       |
| 11.     | 3      | 7   | Francja           | Jordan Pothain (1:48,34) Grégory Mallet (1:48,41) Lorys Bourelly (1:47,45) Clément Mignon (1:48,48)          | 7:12,68   |       |
| 12.     | 3      | 4   | Dania             | Daniel Skaaning (1:48,71) Magnus Westermann (1:49,72) Søren Dahl (1:48,55) Anders Lie (1:46,74)              | 7:13,72   | NR    |
| 13.     | 3      | 5   | Włochy            | Gianluca Maglia (1:48,64) Marco Belotti (1:49,44) Damiano Lestingi (1:47,91) Filippo Magnini (1:47,78)       | 7:13,77   |       |
| 14.     | 2      | 5   | Chiny             | Xu Qiheng (1:49,71) He Tianqi (1:49,93) Shang Keyuan (1:48,37) Zhang Jie (1:48,66)                           | 7:16,67   |       |
| 15.     | 2      | 0   | Brazylia          | Luiz Altamir Melo (1:48,80) João de Lucca (1:50,25) Thiago Pereira (1:49,45) Nicolas Oliveira (1:48,35)      | 7:16,85   |       |
| 16.     | 2      | 8   | Szwajcaria        | Alexandre Haldemann (1:48,90) Nils Liess (1:49,99) Jérémy Desplanches (1:49,50) Jean-Baptiste Febo (1:49,60) | 7:17,99   | NR    |
| 17.     | 3      | 1   | Austria           | Felix Auböck (1:48,30) David Brandl (1:48,66) Sebastian Steffan (1:50,51) Christian Scherübl (1:51,50)       | 7:18,97   |       |
| 18.     | 2      | 6   | Serbia            | Stefan Šorak (1:50,67) Velimir Stjepanović (1:46,08) Uroš Nikolić (1:51,87) Vuk Čelić (1:51,67)              | 7:20,29   |       |
| 19.     | 1      | 6   | Ukraina           | Illia Teslenko (1:49,34) Mychajło Romanczuk (1:51,14) Serhij Frołow (1:50,18) Anton Gonczarow (1:51,08)      | 7:21,74   |       |
| 20.     | 3      | 2   | Egipt             | Marwan El-Kamash (1:49,36) Mohamed Khaled (1:50,64) Akram Ahmed (1:50,04) Ahmed Hamdy (1:51,82)              | 7:21,86   |       |
| 21.     | 1      | 3   | Turcja            | Nezir Karap (1:50,00) Doğa Çelik (1:49,75) Kaan Türker Ayar (1:51,58) Kemal Arda Gürdal (1:50,82)            | 7:22,15   |       |
| 22.     | 2      | 4   | Wenezuela         | Cristian Quintero (1:48,04) Marcos Lavado (1:49,94) Daniele Tirabassi (1:52,23) Andy Arteta (1:54,92)        | 7:25,13   |       |
| 23. !   | 3      | 3   | Indie             | | 9:99,99 ! | DNS   |
| 23. !   | 3      | 6   | Singapur          | | 9:99,99 ! | DNS   |

### Finał
Finał odbył się o 19:11.
| Miejsce | Tor | Państwo           | Zawodnik | Czas    | Uwagi |
| ------- | --- | ----------------- | --- | ------- | ----- |
| 1. !    | 3   | Wielka Brytania   | Daniel Wallace (1:47,04) Robert Renwick (1:45,98) Calum Jarvis (1:46,57) James Guy (1:44,74)                    | 7:04,33 | NR    |
| 2. !    | 5   | Stany Zjednoczone | Ryan Lochte (1:45,71) Conor Dwyer (1:45,33) Reed Malone (1:46,92) Michael Weiss (1:46,79)                       | 7:04,75 |       |
| 3. !    | 4   | Australia         | Cameron McEvoy (1:46,46) David McKeon (1:47,05) Daniel Smith (1:46,38) Thomas Fraser-Holmes (1:45,45)           | 7:05,34 |       |
| 4.      | 1   | Rosja             | Daniła Izotow (1:46,25) Aleksandr Krasnych (1:45,64) Michaił Dowgaljuk (1:47,45) Aleksandr Suchorukow (1:47,55) | 7:06,89 |       |
| 5.      | 6   | Niemcy            | Jacob Heidtmann (1:47,94) Clemens Rapp (1:46,88) Christoph Fildebrandt (1:49,39) Paul Biedermann (1:44,80)      | 7:09,01 |       |
| 6.      | 8   | Belgia            | Louis Croenen (1:48,43) Glenn Surgeloose (1:47,41) Dieter Dekoninck (1:47,29) Pieter Timmers (1:46,51)          | 7:09,64 | NR    |
| 7.      | 7   | Holandia          | Dion Dreesens (1:47,20) Kyle Stolk (1:48,87) Joost Reijns (1:47,55) Sebastiaan Verschuren (1:46,13)             | 7:09,75 | NR    |
| 8.      | 2   | Polska            | Jan Świtkowski (1:47,03) Kacper Klich (1:49,33) Michael Domagała (1:46,90) Kacper Majchrzak (1:47,08)           | 7:10,34 |       |